# 联苯肼酯
联苯肼酯（英語：bifenazate）是一种有机化合物，化学式C17H20N2O3，可见于灵芝等物种。它可以4-苯基苯酚、氯甲酸异丙酯和硫酸二甲酯为原料，经多步反应制得。